# Lupin III.: Part 5
Lupin III.: Part 5 (jap.: ル パ ン 三世 PART5 Rupan Sansei PART5) ist eine japanische Anime-Fernsehserie in der Reihe Lupin III, die bei Telecom Animation Film produziert und von Yūichirō Yano inszeniert wurde. Sie ist die sechste Fernsehserien-Adaption der Mangaserie von Monkey Punch nach Teil IV von 2015. Die Serie wurde vom 4. April bis 18. September 2018 im japanischen Fernsehen ausgestrahlt.

## Inhalt
Die Serie spielt im heutigen Frankreich und folgt dem Dieb Arsène Lupin III. Im ersten Handlungsbogen der Serie infiltriert er ein Rechenzentrum, um „Marco Polo“, einer Website im Darknet, die Drogen und Waffen verkauft, digitales Geld zu stehlen. Dabei wird er wie üblich vom Schützen Daisuke Jigen, dem Schwertkämpfer Goemon und der Betrügerin Fujiko Mine begleitet. Auch Lupins Gegenspieler Inspektor Zenigata sowie die Hackerin Ami Enan treten auf.
In der zweiten Geschichte erhält Lupin ein schwarzes Notizbuch mit äußerst sensiblen Informationen über hochrangige Politiker, was ihn zum Ziel des rücksichtslosen Direktors der DGES sowie von Albert d'Andrésy macht, einem teuflisch-listigen Verbrecher und Ex-Partner von Lupin, der sich als ehrlicher Regierungsbeamter ausgibt.
Im dritten Handlungsbogen will Lupin den „Bloody Teardrop“ stehlen, einen nationalen Schatz des südostasiatischen Königreichs Padar, der derzeit von Prinzessin Dolma getragen wird, die sich mit Ami angefreundet hat. Als eine Revolution Dolmas Leben bedroht, trifft sich Ami wieder mit Lupin, um sie zu retten.
Im vierten und letzten Handlungsbogen findet ein letztes Wiedersehen zwischen Lupin und Ami statt, die gemeinsam gegen die „Shake Hands Corporation“ kämpfen. Das Ziel des zwielichtigen IT-Konglomerats ist ein Monopol für Cyberhandel und Internetnutzung.

## Produktion
Der Anime wurde bei Telecom Animation Film produziert, Regie führte Yūichirō Yano.  Hauptautor war Ichirō Ouchkouchi, die Charakterdesigns entwarf Hisao Yokobori. Die künstlerische Leitung lag bei Keiichiro Shimizu und für weitere Designs waren Tamiko Kanamori und Yasuhiro Yamako verantwortlich. Für den Ton war Yōji Shimizu zuständig und die Produzenten waren Kōji Nozaki und Masaki Shiode. Es entstanden insgesamt 24 Folgen.
Die Serie wurde 2017 auf der Japan Expo in Paris angekündigt und vom 4. April 2018 bis 18. September 2018 im AnichU-Programmblock von Nippon TV und anderen NNS-Netzwerken ausgestrahlt. Sie wird auch von Hulu in Japan gestreamt und von Crunchyroll auf Japanisch mit Untertiteln international veröffentlicht, darunter mit deutschen und englischen Untertiteln. Das erste japanische DVD/Blu-ray-Set mit den ersten fünf Folgen des Anime wurde am 25. Juli 2018 veröffentlicht. Es enthält eine Gedenkfolge mit dem Titel Is Lupine Still Burning? um den 50. Jahrestag des Mangas zu feiern. Die Episode wurde von Jun Kawagoe inszeniert, mit Charakterdesigns von Hisao Horikoshi und Satoshi Hirayama. Der Titel bezieht sich auf die Debüt-Episode der ersten Anime-Serie Lupin III und folgt ihrer Geschichte, zeigt aber auch andere Feinde wie Kyosuke Mamo, Sandayu Momochi, Pycal und Stoneman. Der Anime wurde von Anime Limited als Heimvideo in Großbritannien und Irland veröffentlicht und ab dem 15. Juni 2019 von Toonami in den USA ausgestrahlt.

### Synchronisation
| Rolle              | japanischer Sprecher (Seiyū) |
| ------------------ | ---------------------------- |
| Arsene Lupin III   | Kanichi Kurita               |
| Daisuke Jigen      | Kiyoshi Kobayashi            |
| Goemon Ishikawa    | Daisuke Namikawa             |
| Fujiko Mine        | Miyuki Sawashiro             |
| Inspector Zenigata | Kōichi Yamadera              |
| Rebecca Rossellini | Yukiyo Fujii                 |
| Ami Enan           | Enori Minase                 |
| Albert d'Andrésy   | Kenjirō Tsuda                |
| Enzo Bron          | Takaya Kamikawa              |
| Gorō Yatagarasu    | Nobunaga Shimazaki           |

### Musik
Die Musik der Serie komponierte Yūji Ōno. Das Vorspannlied ist Lupin Trois 2018 von Yuji Ohno & Lupintic Six, der Abspann ist unterlegt mit Seine no Kaze ni... (Adieu) von Miyuki Sawashiro.

## Episodenliste
| Nr. (ges.) | Nr. (St.) | Deutscher Titel | Originaltitel                                                         | Erstausstrahlung Japan | Deutschsprachige Erstveröffentlichung (D/A/CH) | Regie                        | Drehbuch         |
| ---------- | --------- | --------------- | --------------------------------------------------------------------- | ---------------------- | ---------------------------------------------- | ---------------------------- | ---------------- |
| 1          | 1         | –               | 地下塔（ツインタワー）の少女 Tsuin Tawā no Shōjo                      | 4. Apr. 2018           | –                                              | Keiko Oyamada                | Ichirō Ōkouchi   |
| 2          | 2         | –               | ルパン・ゲーム Rupan Gēmu                                             | 11. Apr. 2018          | –                                              | Makoto Ōga                   | Ichirō Ōkouchi   |
| 3          | 3         | –               | 殺し屋は荒野に集う Koroshi-ya wa Kōya ni Tsudou                       | 18. Apr. 2018          | –                                              | Taku Yamada & Keiko Oyamada  | Ichirō Ōkouchi   |
| 4          | 4         | –               | 銭形の誇りと砂漠の埃 Zenigata no Hokori to Sabaku no Hokori           | 25. Apr. 2018          | –                                              | Makoto Ōga                   | Ichirō Ōkouchi   |
| 5          | 5         | –               | 悪党の覚悟 Akutō no Kakugo                                            | 2. Mai 2018            | –                                              | Keiko Oyamada                | Ichirō Ōkouchi   |
| 6          | 6         | –               | ルパン対天才金庫 Rupan tai Tensai Kinko                               | 9. Mai 2018            | –                                              | Nobuo Tomizawa & Taku Yamada | Daisuke Sakō     |
| 7          | 7         | –               | その名はアルベール Sono Na wa Arubēru                                 | 16. Mai 2018           | –                                              | Taku Yamada & Keiko Oyamada  | Gō Zappa         |
| 8          | 8         | –               | 黒い手帳は誰の手に Kuroi Techō wa Dare no Te ni                       | 23. Mai 2018           | –                                              | Makoto Ōga                   | Gō Zappa         |
| 9          | 9         | –               | "ルパン"を捨てた男 "Rupan" o Suteta Otoko                             | 30. Mai 2018           | –                                              | Nobuo Tomizawa               | Gō Zappa         |
| 10         | 10        | –               | 泥棒と泥棒 Dorobō to Dorobō                                           | 6. Juni 2018           | –                                              | Yasuo Tsuchiya               | Gō Zappa         |
| 11         | 11        | –               | パブロ・コレクションを走れ Paburo Korekushon o Hashire                | 13. Juni 2018          | –                                              | Takumi Dōyama                | Ichirō Ōkouchi   |
| 12         | 12        | –               | 十三代目石川五ェ門散財ス Jū San-Daime Ishikawa Goemon Sanzai Su       | 20. Juni 2018          | –                                              | Yasuo Tsuchiya               | Kazushige Nojima |
| 13         | 13        | –               | 弓と王女とテロリスト Yu to Jo to Terorisuto                           | 3. Juli 2018           | –                                              | Keiko Oyamada                | Ichirō Ōkouchi   |
| 14         | 14        | –               | 王国の盗み方 Ōkoku no Nusumi-Kata                                     | 11. Juli 2018          | –                                              | Keiko Oyamada                | Ichirō Ōkouchi   |
| 15         | 15        | –               | ルパンと彼女の関係 Rupan to Kanojo no Kankei                          | 18. Juli 2018          | –                                              | Keiko Oyamada                | Ichirō Ōkouchi   |
| 16         | 16        | –               | 初恋の話をしょう Hatsukoi no Hanashi o Shou                           | 25. Juli 2018          | –                                              | Keiko Oyamada                | Ichirō Ōkouchi   |
| 17         | 17        | –               | 探偵 ジム・バーネット三世の挨拶 Tantei Jimu Bānetto Sansei no Aisatsu | 1. Aug. 2018           | –                                              | Hitomi Ezoe                  | Takahiro Ōkura   |
| 18         | 18        | –               | 不二子の置きみやげ Fujiko no Okimiyage                                | 8. Aug. 2018           | –                                              | Hiroya Saitō                 | Yuniko Ayana     |
| 19         | 19        | –               | 7.62mmのミラージュ Nana-ten Roku-nen-ni Miri no Mirāju                | 15. Aug. 2018          | –                                              | Masaki Utsunomiya            | Keiichi Sigsawa  |
| 20         | 20        | –               | 怪盗銭形 Kaitō Zenigata                                               | 22. Aug. 2018          | –                                              | Hatsuki Tsuji                | Shatner Nishida  |
| 21         | 21        | –               | 時代遅れの大泥棒 Jidaiokure no Dai Dorobō                             | 28. Aug. 2018          | –                                              | Yasuo Tsuchiya               | Ichirō Ōkouchi   |
| 22         | 22        | –               | 答えよ斬鉄剣 Kotaeyo Zantetsuken                                      | 4. Sep. 2018           | –                                              | Keiko Oyamada                | Ichirō Ōkouchi   |
| 23         | 23        | –               | その時、古くからの相棒が言った Sonotoki, Furuku kara no Aibō ga Itta  | 11. Sep. 2018          | –                                              | Yasuo Tsuchiya               | Ichirō Ōkouchi   |
| 24         | 24        | –               | ルパン三世は永遠に Rupansansei wa Eien ni                             | 18. Sep. 2018          | –                                              | Yūichirō Yano                | Ichirō Ōkouchi   |